# آرتور پوروس فایر
آرتور پوروس فایر (انگلیسی: Arthur Purves Phayre؛ ۷ مه ۱۸۱۲ – ۱۴ دسامبر ۱۸۸۵ (۷۳ ساله)) نظامی و سیاست‌مدار اهل پادشاهی متحد بریتانیای کبیر و ایرلند بود. وی همچنین برندهٔ جوایزی همچون نشان حمام شده‌است.